# Gilbert Norwood
Gilbert Norwood (* 23. November 1880 in Ecclesall Bierlow, Sheffield; † 18. Oktober 1954 in Toronto) war ein britisch-kanadischer Klassischer Philologe.

## Leben
Gilbert Norwood studierte am St John’s College der Cambridge University bei John Edwin Sandys und Richard Claverhouse Jebb. Schon nach seinem Bachelorabschluss (1903) wurde er als Assistant Lecturer in Classics an der University of Manchester angestellt. Daneben absolvierte er den Master in Cambridge (1906) und war von 1906 bis 1909 Fellow am St. John’s College.
1908 erhielt Norwood eine Professur am University College in Cardiff (Professor of Greek). Dort blieb er fast zwanzig Jahre lang, bis ihm 1926 eine Professur am University College in Toronto (Kanada) angeboten wurde.
In Toronto wirkte Norwood bis an sein Lebensende. 1928 wurde er zum Professor of Classics und Director of Classical Studies ernannt. In den folgenden Jahren wurden ihm verschiedene internationale Auszeichnungen zuteil: 1933 erhielt er den Doktortitel der University of Wales (Cardiff), 1943 wurde er zum Mitglied der Royal Society of Canada gewählt, 1943/1944 als Sather Professor an die University of California, Berkeley eingeladen, 1944/1945 war er Gastprofessor an der Universität Chicago. 1951 trat Norwood in den Ruhestand.
Norwoods Forschungsschwerpunkt war die antike Bühnendichtung, besonders die griechische Tragödie (Euripides) und Komödie (Aristophanes) sowie die römische Komödie (Plautus und Terenz). Er veröffentlichte englische Übersetzungen mehrerer Stücke, monografische Überblicke über die Gattungen und zahlreiche Aufsätze zu Einzelproblemen.

## Schriften (Auswahl)
- The Riddle of the Bacchae. Manchester/London 1908
- Greek Tragedy. London/Boston 1920. Vierte, überarbeitete Auflage, London/Boston 1948
- Euripides and Shaw, with other essays. London/Boston 1921
- The Art of Terence. Oxford 1923
- The Writers of Greece. London 1925
- Greek Comedy. London 1931. Nachdrucke Boston 1932, 1950
- The Syntax of the Latin Gerund and Gerundive. Toronto 1932
- Plautus and Terence. New York/London 1932
- Pindar. Berkeley 1945 (Sather Lectures 19)
- Essays on Euripidean Drama. Berkeley/Los Angeles 1954